# Polichty
Polichty – wieś w Polsce położona w województwie małopolskim, w powiecie tarnowskim, w gminie Gromnik.
W latach 1975–1998 miejscowość administracyjnie należała do województwa tarnowskiego.
W miejscowości Polichty istnieje założony 1997 r. Ośrodek Edukacji Ekologicznej Zespołu Parków Krajobrazowych Województwa Małopolskiego. Wokół Ośrodka została wytyczona 1,5 km ścieżka przyrodnicza, na której można obejrzeć 30 gat. roślin chronionych w naturalnych siedliskach.
Szczególną atrakcją na trasie ścieżki jest staw z roślinnością wodno-błotną i 13-metrowym pomostem do obserwacji życia w stawie oraz murawa kserotermiczna z kilkunastoma światłolubnymi roślinami chronionymi.
Na terenie wsi Polichty występują trzy schrony skalne. Powstały one w piaskowcach ciężkowickich na skutek erozji i zawalenia się stropów fragmentów ławic skalnych. Schroniska te to zagłębienia pod okapami lub niewielkie korytarzyki utworzone pomiędzy blokami skalnymi. Ich długość sięga maksymalnie do 9 metrów. Ponadto w Polichtach występują złoża leczniczych wód siarczkowych.
Podczas II wojny światowej w pobliskich lasach (przysiółek Sucha Góra, Słona) walczyły oddziały partyzanckie. Szczególnie mocno wryły się w pamięć mieszkańców walki partyzantów batalionu „Barbara”, które rozegrały się na przełomie września i października 1944 roku, co dziś upamiętniają pomniki. Do niedawna na skraju lasu na Suchej Górze, przy pomniku, istniał także grób partyzanta poległego w czasie walk. Obecnie żołnierz spoczywa w mogile rodzinnej.
Wieś słynie również z pięknych krajobrazów i wychodzących z niej uroczych, leśnych szlaków turystycznych o różnym poziomie trudności. W pobliżu znajduje się drewniany, późnogotycki kościół pw. św. Mikołaja w Brzozowej o barokowym wystroju. Został on zbudowany zapewne w I poł. XVI w. Parafia w Brzozowej, obejmująca również Polichty, powstała jednak wcześniej – w końcu XIV w., pierwsza wzmianka o niej pochodzi z 1470 r. Warto zwiedzić także Pogórze Ciężkowickie – Ciężkowicko-Rożnowski Park Krajobrazowy, oraz odległy o 6 km ośrodek duszpasterstwa akademickiego na Jamnej. Zimą narciarze mogą skorzystać ze stacji narciarskich w pobliskim Siemiechowie i w Jastrzębi.